# Macrocneme deceptans
Macrocneme deceptans là một loài bướm đêm thuộc phân họ Arctiinae, họ Erebidae.